# Maria Rashidi
Maria Rashidi, född 21 mars 1956, är en svensk-iransk kvinnorättsaktivist, samhällsdebattör och författare. Hon är grundare av organisationen Kvinnors Rätt.

## Biografi
Rashidi är född och uppvuxen i Iran, där hon fick en relativt fri uppfostran. Detta kom dock att förändras i och med den iranska revolutionen 1979, som medförde ett systematiskt förtryck och förföljelse av kvinnor, politiska aktivister, människorättsaktivister samt regimkritiker.
Efter åtta års regimförtryck valde Rashidi att lämna Iran tillsammans med sina tre barn varpå de 1987 kom till Sverige som flyktingar. Ett år senare anlände även hennes dåvarande make, och familjen återförenades i Stockholm. Men äktenskapet präglades av misshandel och instabilitet vilket slutligen ledde till skilsmässa. Hon utsattes kort efter detta för en syraattack under en kväll 1997,  beordrad av ex-maken. Syraattacken gav svåra skador i ansikte och ögon vilket i sin tur krävde närmare 100 plastikoperationer för återställning.
Rashidi har under mer än 20 års tid varit aktiv i jämställdhetsfrågor och engagerat sig på ideell basis för kvinnors rättigheter. Genom organisationen Kvinnors Rätt som hon var med och startade 2001, och under många år varit ordförande för, har hon bedrivit en aktiv kamp mot hedersrelaterat våld och förtryck. Organisation har hjälpt många unga flickor och kvinnor som är utsatta för våld i nära relationer och hedersrelaterat våld och förtryck, och Rashidi har fortsatt att vara en viktig opinionsbildare i debatten kring hedersfrågor.
Rashidi medverkar återkommande som föreläsare och i olika mediala sammanhang, bland annat genom TV- och radiointervjuer, panelsamtal och debattartiklar. 2018 släpptes hennes självbiografiska bok Bränd Frihet = A'adi-i sukhtah., som hon presenterade vid Bokmässan i Göteborg samma år. Boken återger hennes livsberättelse och personliga erfarenheter, men försöker också ge en djupare förståelse om hedersförtryckets komplexa struktur och konsekvenser för den drabbade individen, omgivningen och samhället.

## Utmärkelser
- 2020 – Pristagare i den årliga prisgalan för föreningen GAPF (Glöm Aldrig Pela och Fadime), för sitt oförtröttliga arbete mot hedersförtryck.[4]

### Andra media
- 2018 – A Swedish elephant på Internet Movie Database (engelska), medverkan med intervju.
- 2020 – Att välja livet efter helvetet - intervju med Maria Rashidi i Framgångspodden.

### Debattartiklar (urval)
| Datum      | Tidning | Titel                                                 |
| ---------- | ------- | ----------------------------------------------------- |
| 2014-11-06 | G-P     | Stoppa Iraks planer att legalisera barnäktenskap      |
| 2015-03-30 | G-P     | Stoppa Irans kvinnoförtryck                           |
| 2016-01-21 | G-P     | Gör upp med hederskulturen - på riktigt               |
| 2018-07-01 | G-P     | Den svenska skolan ska inte agera religiös moralpolis |
| 2018-11-07 | G-P     | Slöjan hör inte hemma i riksdagen                     |
| 2019-06-19 | G-P     | Varför stödjer feminister könsapartheid?              |
| 2021-05-04 | G-P     | Skamligt att välja in Iran i FN:s kvinnokommission    |
| 2021-07-20 | G-P     | Lagen om barnfridsbrott måste omfatta hedersutsatta   |
| 2022-10-08 | G-P     | Feministernas tystnad om slöjupproret i Iran skamlig  |